# 埼玉県道284号下日野沢東門平吉田線
埼玉県道284号下日野沢東門平吉田線（さいたまけんどう284ごう しもひのさわひがしかどだいらよしだせん）は、埼玉県秩父郡皆野町と秩父市（旧吉田町）を結ぶ一般県道。

## 概要
- 起点：秩父郡皆野町大字下日野沢（埼玉県道44号秩父児玉線交点）
- 終点：秩父市吉田（埼玉県道37号皆野両神荒川線・埼玉県道283号下小鹿野吉田線交点）

## 通過する自治体
- 秩父郡皆野町
- 秩父市

## 交差・接続する道路
- 埼玉県道44号秩父児玉線（起点）
- 埼玉県道37号皆野両神荒川線・埼玉県道283号下小鹿野吉田線（終点）